# قره‌آغاج (صومای برادوست)
قره اغاج، روستایی است از توابع بخش صومای برادوست و در شهرستان ارومیه استان آذربایجان غربی ایران.

## جمعیت
این روستا در دهستان برادوست قرار داشته و بر اساس سرشماری سال ۱۳۸۵ جمعیت آن ۴۰۸ نفر (۶۴ خانوار)
بوده‌است.